# Skupie (Mińsk)
Pour les articles homonymes, voir Skupie.
Skupie (prononciation : [ˈskupjɛ]) est un village polonais de la gmina de Cegłów dans le powiat de Mińsk de la voïvodie de Mazovie dans le centre-est de la Pologne.
Il se situe à environ 8 kilomètres au sud de Cegłów (siège de la gmina), 17 kilomètres au sud-est de Mińsk Mazowiecki (siège du powiat) et à 54 kilomètres à l'est de Varsovie (capitale de la Pologne).
Le village compte approximativement une population de 200 habitants.

## Histoire
De 1975 à 1998, le village appartenait administrativement à la voïvodie de Siedlce.